# Uva Paranagama Division
Uva Paranagama Division är en division i Sri Lanka.   Den ligger i distriktet Badulla District och provinsen Uvaprovinsen, i den södra delen av landet, 120 km öster om huvudstaden Colombo. Antalet invånare är 78 899.